# Cognitive Surplus
Creativity and Generosity in a Connected Age
Cognitive Surplus: Creativity and Generosity in a Connected Age est un essai du journaliste Clay Shirky publié en 2010. Il est une suite indirecte de Here Comes Everybody, qui traitait de l'impact des médias sociaux sur la société. Il y aborde le concept de surplus cognitif, qui expliquerait l'émergence d'activités telles, entre autres, les sciences participatives.

## Résumé
Shirky affirme que depuis les années 1940, les gens apprennent à utiliser leur temps libre pour créer plutôt que consommer, particulièrement depuis l'avènement des outils numériques qui permettent de nouvelles façons de collaborer. L'auteur recense les moyens et motivations cachés derrière cette nouvelle forme de production culturelle et illustre cela par des exemples. 
Bien que Shirky constate que les activités permettant d'évacuer le surplus cognitif peuvent parfois être frivoles (comme, par exemple, la création de LOLcats), la tendance générale mène à des nouvelles formes d'expression influentes et de grande valeur. Il affirme que même la forme de création la plus inepte vaut mieux que les centaines de milliards d'heures passées à consommer des émissions de télévision produites par des pays tels les États-Unis. Il voit la consommation compulsive de télévision comme l'équivalent moderne de la folie du gin, « médication » mésadaptée permettant d'auto-anesthésier les perturbations sociales de l'époque.
Shirky souligne que Wikipédia représente l'investissement de 100 millions d'heures de travail (en 2009), comparé aux 200 milliards d'heures passée à chaque année à regarder la télévision.

## Réception
Plusieurs intervenants et commentateurs de l'Internet accueillent favorablement Cognitive Surplus lors de son lancement,. Cependant, son approche est critiquée dans The New York Times par Farhad Manjoo (en). Ce dernier affirme que l'ouvrage est jovialiste et difficile d'accès. Quant à lui, Jonah Lehrer critique le postulat de Shirky voulant que toutes les formes de consommation, y compris la consommation culturelle, soient de moindre valeur que la production et le partage.